# Trädgårdsträdkrypare
Trädgårdsträdkrypare (Certhia brachydactyla) är en fågel i familjen trädkrypare inom ordningen tättingar. Den lever i de varma tempererade delarna av Europa samt i Nordafrika.

## Utseende och läte
Trädgårdsträdkrypare är en typisk, 12 cm lång trädkrypare med böjd näbb, mönstrad brun ovansida, vitaktig undersida och långa styva stjärtpennor som den använder för kunna balansera upprätt på trädstammar och grenar. Den är mycket lik trädkryparen, men är brunare på bakkroppens undersida och kanter samt har en aning längre näbb än trädkryparen. Den har även kortare bakklo (därav det engelska namnet Short-toed Treecreeper). Mest arttypiskt är locklätet, ett klart, genomträngande och svartmeslikt "tyyt", ofta upprepat i travartad serie. Sången är kortare än trädkryparens, med locklätesrösten, stötig rytm och jämn tonhöjd.

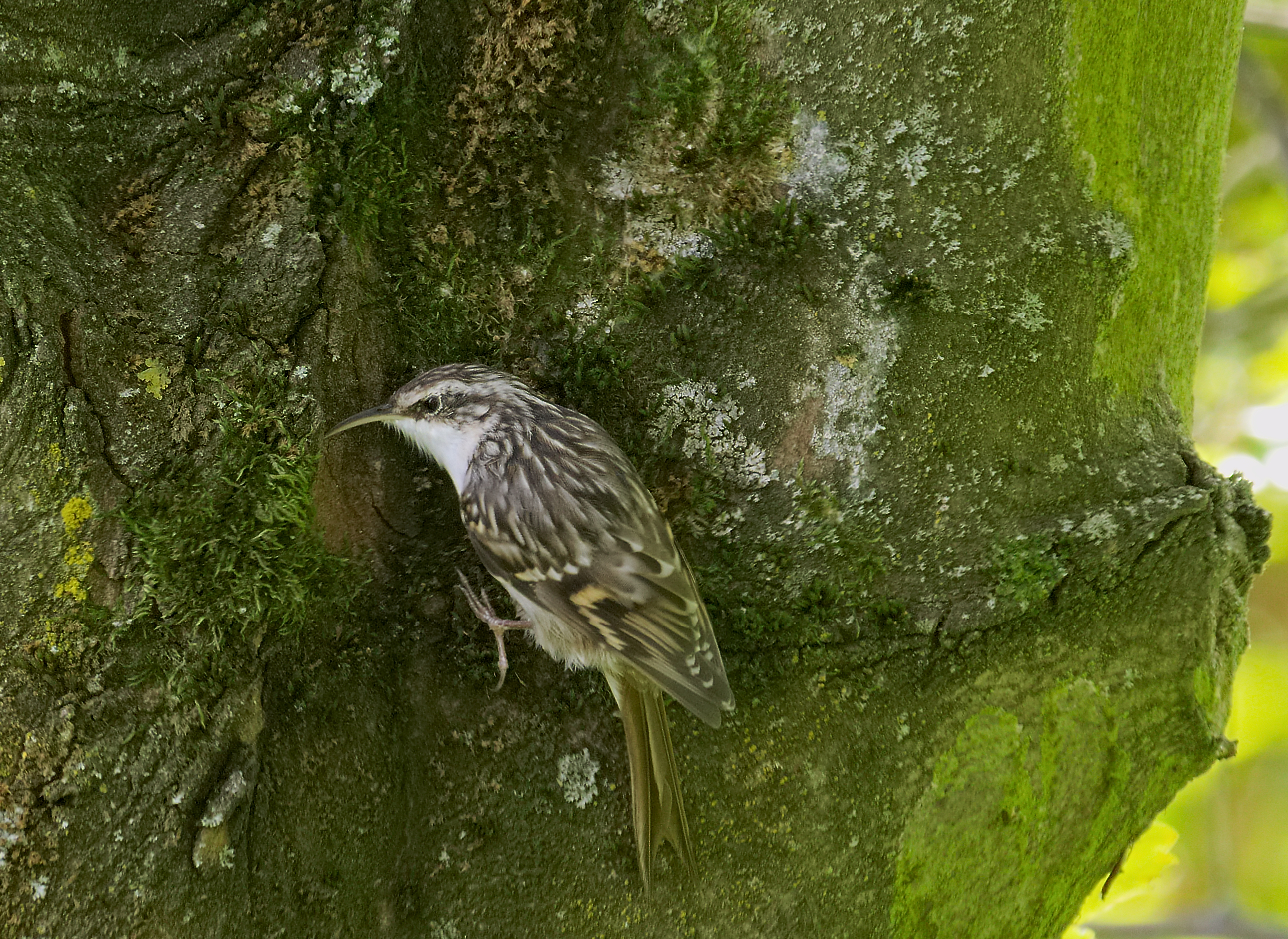

## Utbredning och systematik
Trädgårdsträdkryparen delas vanligen upp i fem underarter med följande utbredning:
- Certhia brachydactyla megarhynchos – västra Europa, från Portugal och nordvästra Spanien till västra och norra Frankrike och västra Tyskland
- Certhia brachydactyla brachydactyla – södra, centrala och sydöstra Europa från sydöstra Spanien till Turkiet
- Certhia brachydactyla mauritanica – nordvästra Afrika
- Certhia brachydactyla dorotheae – södra Grekland, Kreta och Cypern
- Certhia brachydactyla rossocaucasia – nordvästra Kaukasus

Vissa urskiljer istället för rossocaucasia underarten harterti med utbredning i Mindre Asien och Kaukasus.
I verket Handbook of Western Palearctic Birds (Shirihai & Svensson 2018) föreslås en annan underartsindelning, där både rossocaucasia och megarhynchos inkluderas i nominatformen. Sedan 2022 följer svenska BirdLife Sverige dessa rekommendationer.

### Släktskap
Genetiska studier visar att trädgårdsträdkryparens närmaste släkting är amerikansk trädkrypare (C. americana). Skillnaderna mellan underarterna är små, förutom mauritanica som skiljer sig både till utseendet och i sina läten och kan därför möjligen utgöra en egen art.

### Trädgårdsträdkryparen i Sverige
I Sverige är trädgårdsträdkryparen en sällsynt men allt vanligare och numera årlig gäst, med nästan alla fynd gjorda i Skåne. Från oktober 2005 till februari 2010 uppehöll sig en hane i Alnarpsparken i Alnarp, och från 2015 och framåt har arten regelbundet påträffats i och kring Helsingborg. Arten har konstaterats häcka, men anses ännu inte vara en del av den svenska häckfågelfaunan.

## Beteende
Beteendet liknar trädkryparens. Den är en stannfågel och har liknande biotopval som trädkryparen, dock vanligen i större utsträckning i lövskog. Den påträffas också i parker och i trädgårdar inne i samhällen.

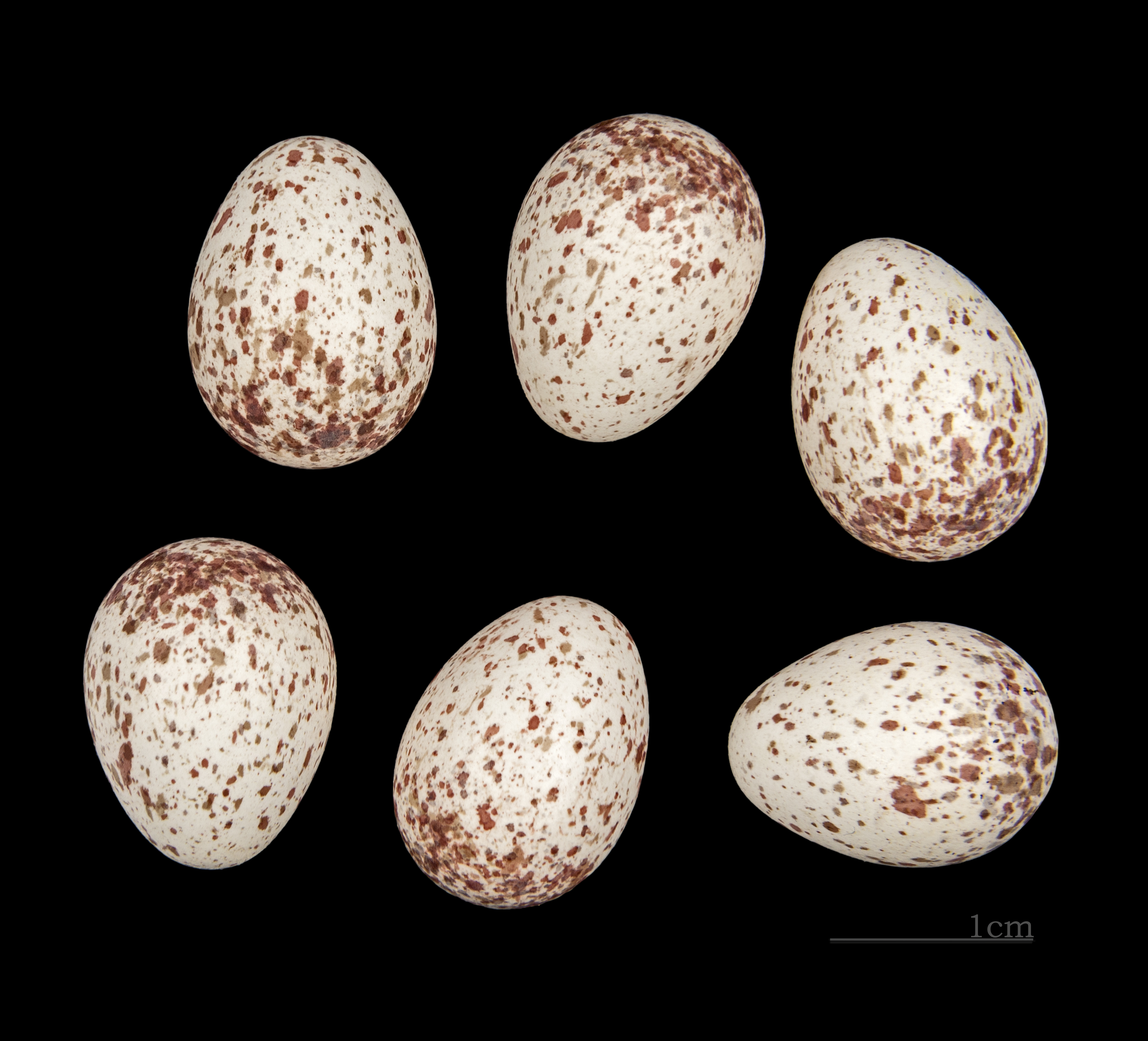
Trädgårdsträdkryparens ägg.

## Status och hot
Arten har ett stort utbredningsområde och en stor population, och tros öka i antal. Utifrån dessa kriterier kategoriserar IUCN arten som livskraftig (LC). Världspopulationen uppskattas till mellan 11,2 och 18,7 miljoner adulta individer.